# Recchia (Plantae)
Recchia, rod drveća iz Meksika i Kostarike, nekada uključivan u porodicu gorkuničevke (Simaroubaceae), a danas u Surianaceae. Postoje četiri priznate vrste, od kojih je u Guerreru 2014, kao posljednja otkrivena i opisana R. sessiliflora. Tipična je  R. mexicana.

## Vrste
1. Recchia connaroides (Loes. & Soler.) Standl.
2. Recchia mexicana Moc. & Sessé ex DC.
3. Recchia sessiliflora Gonz.-Murillo & Cruz Durán
4. Recchia simplicifolia T.Wendt & E.J.Lott, Chiapas, Tabasco, Veracruz

## Sinonimi
- Rigiostachys Planch.